# Newton Heath F.C. mùa bóng 1900–01
Mùa giải 1900-1901 là mùa thứ chín của Newton Heath trong giải Liên đoàn bóng đá và mùa giải thứ bảy trong giải bóng đá hạng hai. Đội bóng kết thúc mùa giải với vị trí thứ mười, một khoảng cách rất xa so với nhóm tranh thăng hạng. Tại giải FA Cup, Đội bóng đã bị loại bởi Burnley sau trận đấu tái diễn lại ngay vòng đầu tiên, khi đánh bại Portsmouth ở vòng trung gian.
Câu lạc bộ cũng tham gia tại giải Lancashire Senior Cup và Manchester Senior Cup trong mùa giải 1900–01. Mặc dù Đội bóng đã bị loại bởi Manchester City ở vòng thứ hai của Lancashire Cup nhưng Đội bóng đi đến trận đấu cuối cùng ở giải Manchester Senior Cup lần đầu tiên kể từ năm 1893, trước khi bị đánh bại cũng chính là đối thủ Manchester City.

## Giải bóng đá hạng hai (Second Division)
| Thời gian            | Đối thủ              | H/A | Tỷ số Bt-Bb | Cầu thủ ghi bàn                        | Số lượng khán giả |
| -------------------- | -------------------- | --- | ----------- | -------------------------------------- | ----------------- |
| 1 tháng 9 năm 1900   | Glossop              | A   | 0 – 1       |                                        | 2,000             |
| 8 tháng 9 năm 1900   | Middlesbrough        | H   | 4 – 0       | Griffiths, Grundy, Jackson, Leigh      | 8,000             |
| 15 tháng 9 năm 1900  | Burnley              | A   | 0 – 1       |                                        | 2,000             |
| 22 tháng 9 năm 1900  | Burslem Port Vale    | H   | 4 – 0       | Grundy, Leigh, Schofield (2)           | 6,000             |
| 29 tháng 9 năm 1900  | Leicester Fosse      | A   | 0 – 1       |                                        | 6,000             |
| 6 tháng 10 năm 1900  | New Brighton Tower   | H   | 1 – 0       | Jackson                                | 5,000             |
| 13 tháng 10 năm 1900 | Gainsborough Trinity | A   | 1 – 0       | Leigh                                  | 2,000             |
| 20 tháng 10 năm 1900 | Walsall              | H   | 1 – 1       | Schofield                              | 8,000             |
| 27 tháng 10 năm 1900 | Burton Swifts        | A   | 1 – 3       | Leigh                                  | 2,000             |
| 10 tháng 11 năm 1900 | Woolwich Arsenal     | A   | 1 – 2       | Jackson                                | 8,000             |
| 24 tháng 11 năm 1900 | Stockport County     | A   | 0 – 1       |                                        | 5,000             |
| 1 tháng 12 năm 1900  | Small Heath          | H   | 0 – 1       |                                        | 5,000             |
| 8 tháng 12 năm 1900  | Grimsby Town         | A   | 0 – 2       |                                        | 4,000             |
| 15 tháng 12 năm 1900 | Lincoln City         | H   | 4 – 1       | Leigh (3), H. Morgan                   | 4,000             |
| 22 tháng 12 năm 1900 | Chesterfield         | A   | 1 – 2       | Hancock (o.g.)                         | 4,000             |
| 26 tháng 12 năm 1900 | Blackpool            | H   | 4 – 0       | Griffiths, Leigh, B. Morgan, Schofield | 10,000            |
| 29 tháng 12 năm 1900 | Glossop              | H   | 3 – 0       | Leigh (2), H. Morgan                   | 8,000             |
| 1 tháng 1 năm 1901   | Middlesbrough        | A   | 2 – 1       | Schofield (2)                          | 12,000            |
| 12 tháng 1 năm 1901  | Burnley              | H   | 0 – 1       |                                        | 10,000            |
| 19 tháng 1 năm 1901  | Burslem Port Vale    | A   | 0 – 2       |                                        | 1,000             |
| 16 tháng 2 năm 1901  | Gainsborough Trinity | H   | 0 – 0       |                                        | 3,000             |
| 19 tháng 2 năm 1901  | New Brighton Tower   | A   | 0 – 2       |                                        | 2,000             |
| 25 tháng 2 năm 1901  | Walsall              | A   | 1 – 1       | B. Morgan                              | 2,000             |
| 2 tháng 3 năm 1901   | Burton Swifts        | H   | 1 – 1       | Leigh                                  | 5,000             |
| 13 tháng 3 năm 1901  | Barnsley             | H   | 1 – 0       | Leigh                                  | 6,000             |
| 16 tháng 3 năm 1901  | Woolwich Arsenal     | H   | 1 – 0       | Leigh                                  | 5,000             |
| 20 tháng 3 năm 1901  | Leicester Fosse      | H   | 2 – 3       | Fisher (2)                             | 2,000             |
| 23 tháng 3 năm 1901  | Blackpool            | A   | 2 – 1       | Griffiths (2)                          | 2,000             |
| 30 tháng 3 năm 1901  | Stockport County     | H   | 3 – 1       | Leigh, H. Morgan, Schofield            | 4,000             |
| 5 tháng 4 năm 1901   | Lincoln City         | A   | 0 – 2       |                                        | 5,000             |
| 6 tháng 4 năm 1901   | Small Heath          | A   | 0 – 1       |                                        | 6,000             |
| 9 tháng 4 năm 1901   | Barnsley             | A   | 2 – 6       | Jackson, B. Morgan                     | 3,000             |
| 13 tháng 4 năm 1901  | Grimsby Town         | H   | 1 – 0       | H. Morgan                              | 3,000             |
| 27 tháng 4 năm 1901  | Chesterfield         | H   | 1 – 0       | Leigh                                  | 1,000             |

| #  | Câu lạc bộ        | Tr | T  | H  | B  | Bt | Bb | Hs | Điểm |
| -- | ----------------- | -- | -- | -- | -- | -- | -- | -- | ---- |
| 9  | Burslem Port Vale | 34 | 11 | 11 | 12 | 45 | 47 | -2 | 33   |
| 10 | Newton Heath      | 34 | 14 | 4  | 16 | 42 | 38 | 4  | 32   |
| 11 | Leicester Fosse   | 34 | 11 | 10 | 13 | 39 | 37 | 2  | 32   |

## FA Cup
| Thời gian               | Vòng đấu                          | Đối thủ    | H/A | Tỷ số Bt-Bb | Cầu thủ ghi bàn              | Số lượng khán giả |
| ----------------------- | --------------------------------- | ---------- | --- | ----------- | ---------------------------- | ----------------- |
| ngày 5 tháng 1 năm 1901 | Intermediate Round                | Portsmouth | H   | 3 – 0       | Griffiths, Stafford, Jackson | 5,000             |
| 9 tháng 2 năm 1901      | Vòng đầu tiên                     | Burnley    | H   | 0 – 0       |                              | 10,000            |
| 13 tháng 2 năm 1901     | Vòng đầu tiên (Trận đấu chơi lại) | Burnley    | A   | 1 – 7       | Schofield                    | 4,000             |